# Matthew Carraro
Pour les articles homonymes, voir Carraro.

a Compétitions nationales et continentales officielles uniquement.

b Matchs officiels uniquement.
Dernière mise à jour le 15 juillet 2022.
Matthew Carraro (dit Matt Carraro), né le 4 août 1984 à Randwick, est un joueur australien de rugby à XV jouant au poste de centre.

## Biographie
Il fait partie à partir de 2013 de l'effectif des Waratahs, club basé dans les environs de Sydney et qui évolue en Super Rugby. Recruté en tant que joker médical pour compenser la blessure du Japonais Ayumu Goromaru, il signe finalement un contrat le liant au RC Toulon jusqu'à la fin de la saison.